# Келтуяла, Василий Афанасьевич
Васи́лий Афана́сьевич Келтуя́ла (18 (30) сентября 1867 (по другим данным, 8 (20) сентября 1867), Кишинёв, Бессарабская губерния, Российская империя — 1942, Ленинград, Ленинградская область, СССР) — русский и советский литературовед и педагог.

## Биография
Родился 18 (30) сентября 1867 года (по другим данным, 8 (20) сентября 1867 года) в Кишинёве, Бессарабская губерния, Российская империя (ныне столица Молдавии) в семье кустаря. Окончил приходскую школу, затем (в 1887 году) — гимназию. В 1891 году окончил Историко-филологический институт в Санкт-Петербурге и стал заниматься преподавательской деятельностью, обучая латинскому и русскому языку, а также преподавая русскую литературу в средних учебных заведениях в Петропавловске, а с 1895 года в Санкт-Петербурге. В 1912 году читал курс лекций по методике русской литературы на курсах по подготовке преподавателей средних школ. С 1919 до 1922—1923 года (до слияния с Институтом им. Герцена) состоял профессором в II Высшем Петроградском Педагогическом институте им. Н. А. Некрасова в Петрограде. В 1923—1930 годах состоял штатным профессором Ленинградского госуниверситета (ЛГУ), на должности заведующего кафедрой фольклора и русской литературы до XIX века. С 1930 года — профессор историко-лингвистического института в Ленинграде.
Умер в 1942 году.

## Творчество
Основной труд — «Курс истории русской литературы до XVIII в.» в двух книгах (СПБ., 1906, и СПБ., 1911; первая в 1913 вышла вторым изданием). Работа была отмечена Г. В. Плехановым. Основанный на этом курсе краткий учебник для средней школы был отвергнут Учёным комитетом министерства народного просвещения из-за «спорной» социально-экономической теории, а также из-за иллюстрации теории исторического материализма. В своих работах, по мнению исследователей того времени, он отвергает «народническую» точку зрения на русский литературный процесс и выдвигает принцип классового деления русского общества.
Келтуяла считал устную и письменную литературу выражением интересов различных общественных классов. Применив свой «естественно-исторический» метод изучения литературы, он счёл творцом фольклора и древнерусской литературы не народ, а высшие слои общества (княжеская дружина, боярство, духовенство).
Разработал четыре стадии литературного анализа, названные «социологическим методом» изучения литературы:
- «имманентный метод» (выяснение свойств литературного произведения),
- «генетический метод» (происхождение произведения с точки зрения различных социальных факторов, вызвавших его),
- «эволюционный метод» (изучение в процессе литературной эволюции),
- «энергетический метод» (исследование влияния, которое оказала литература на общественное и литературное развитие)[1].

## Семья
Сын — Лев Васильевич Келтуяла (Келтуялло; 1894—1942), инженер-конструктор, проектировщик, начальник службы пути Волховстроя.

## Публикации
- Курс истории русской литературы, ч. I, кн. I, СПБ., 1906 (изд. 2-е, перераб. и дополн., 1913), кн. II, СПБ., 1911;
- Краткий курс истории русской литературы, СПБ., 1908 (то же, изд. 2-е, 1912), кн. II, П., 1915;
- Предмет, задачи и метод истории литературы, «Родной язык в школе», 1919, кн. I;
- Основы историко-материалистического подхода к изучению литературных произведений, «Родной язык в школе», 1924, кн. VI;
- Историко-материалистическое изучение литературного произведения, Л., 1928;
- Метод истории литературы (Схема историко-литературного познания), Л., 1928;
- Слово о полку Игореве. Тексты, перевод, примеч. и объяснительные статьи, Гиз, М. — Л., 1928;
- Былины, тексты, примеч. и объяснительные статьи, Гиз, М. — Л., 1928 (изд. 3-е, 1930)[3].